# 俞紀
俞紀（1423年—？年），字憲齊，四川潼川州遂寧縣人，民籍，治《易經》，年三十二歲中式景泰五年甲戌科第三甲第二百一十一名進士。十二月三十日生，行二，曾祖俞仕聰；祖俞從政；父俞信；母徐氏。慈侍下，妻譚氏，兄志剛，弟貫哲；貫書；貫儒。由縣學增廣生中式四川鄉試第八名舉人，會試中式第三百三十六名。